# Обстоятельства, отягчающие уголовное наказание
Отягчающие обстоятельства в уголовном праве — юридические факты и состояния, которые требуют назначить виновному более строгое наказание ввиду того, что они отрицательно характеризуют его личность, либо увеличивают степень общественной опасности деяния.
Отягчающие обстоятельства могут быть специфичными для конкретного деяния (квалифицирующие признаки состава преступления) или закрепляться в общей части уголовного законодательства и применяться ко всем преступлениям.
Назначение наказания с учётом отягчающих обстоятельств позволяет его индивидуализировать и тем самым является одной из гарантий назначения справедливого наказания.

## Отягчающие обстоятельства в уголовном праве стран мира
В уголовном законодательстве различных стран мира отягчающие обстоятельства могут присутствовать в качестве самостоятельных перечней, либо путём установления обстоятельств, учитываемых при назначении наказания (например, мотивов и целей преступника, последствий деяния, предпреступного и постпреступного поведения лица, совершившего преступление).
Отягчающие обстоятельства, встречающиеся в законодательстве стран мира, можно разделить на несколько групп:
- Относящиеся к личности преступника: неоднократность преступлений, рецидив преступлений, особо активная роль в совершении преступления.
- Относящиеся к личности потерпевшего от преступления: беременность, малолетнее или беспомощное состояние, родственные отношения с преступником.
- Относящиеся к мотивам совершения преступного деяния: совершение деяния с целью скрыть другое преступление или облегчить его совершение, экстремистские мотивы, совершение преступления из корыстных побуждений или по найму.
- Относящиеся к факультативным признакам объективной стороны преступления: совершение преступления в соучастии, ночью или в безлюдном месте, с использованием оказанного виновному доверия, в состоянии опьянения.
- Относящиеся к способу совершения преступления: с привлечением к совершению преступления невменяемых лиц или лиц, не достигших возраста уголовной ответственности, с особой жестокостью, с применением оружия, общеопасным способом.
- Относящиеся к последствиям преступления: наступление тяжких последствий.

## Отягчающие обстоятельства в уголовном праве России
Согласно ст. 63 УК РФ, отягчающими наказание обстоятельствами признаются:
- Рецидив преступлений.
- Наступление тяжких последствий в результате совершения преступления.
- Совершение преступления в составе группы лиц, группы лиц по предварительному сговору, организованной группы или преступного сообщества (преступной организации).
- Привлечение к совершению преступления лиц, которые страдают тяжелыми психическими расстройствами либо находятся в состоянии опьянения, а также лиц, не достигших возраста, с которого наступает уголовная ответственность.
- Совершение преступления по мотивам политической, идеологической, расовой, национальной или религиозной ненависти или вражды либо по мотивам ненависти или вражды в отношении какой-либо социальной группы.
- Совершение преступления из мести за правомерные действия других лиц, а также с целью скрыть другое преступление или облегчить его совершение.
- Совершение преступления в отношении лица или его близких в связи с осуществлением данным лицом служебной деятельности или выполнением общественного долга.
- Совершение преступления в отношении женщины, заведомо для виновного находящейся в состоянии беременности, а также в отношении малолетнего, другого беззащитного или беспомощного лица либо лица, находящегося в зависимости от виновного.
- Совершение преступления с особой жестокостью, садизмом, издевательством, а также мучениями для потерпевшего.
- Совершение преступления с использованием оружия, боевых припасов, взрывчатых веществ, взрывных или имитирующих их устройств, специально изготовленных технических средств, ядовитых и радиоактивных веществ, лекарственных и иных химико-фармакологических препаратов, а также с применением физического или психического принуждения.
- Совершение преступления в условиях чрезвычайного положения, стихийного или иного общественного бедствия, а также при массовых беспорядках.
- Совершение преступления с использованием доверия, оказанного виновному в силу его служебного положения или договора.
- Совершение преступления с использованием форменной одежды или документов представителя власти.
- Совершение преступления в отношении несовершеннолетнего (несовершеннолетней) родителем или иным лицом, на которое законом возложены обязанности по воспитанию несовершеннолетнего (несовершеннолетней), а равно педагогическим работником или другим работником образовательной организации, медицинской организации, организации, оказывающей социальные услуги, либо иной организации, обязанным осуществлять надзор за несовершеннолетним (несовершеннолетней).
- Совершение преступления в целях пропаганды, оправдания и поддержки терроризма.
- Совершение преступления в целях пропаганды, оправдания и поддержки диверсии.
- Совершение умышленного преступления с публичной демонстрацией, в том числе в средствах массовой информации или информационно-телекоммуникационных сетях (включая сеть "Интернет").

С 1 ноября 2013 года (после вступления в силу Федерального закона от 21.10.2013 № 270-ФЗ) совершение преступления в состоянии опьянения (алкогольного, наркотического или вызванного иным одурманивающим веществом) вновь может быть признано отягчающим ответственность, если суд, рассматривающий дело, признает это необходимым (с учётом характера и степени общественной опасности деяния, обстоятельств его совершения и личности виновного).
Если отягчающее обстоятельство предусмотрено соответствующей статьей Особенной части настоящего Кодекса в качестве признака преступления, оно само по себе не может повторно учитываться при назначении наказания. Перечень отягчающих обстоятельств является исчерпывающим.